# FAW 지린
FAW 지린(一汽吉林, 영어: FAW Jilin)은 중국 디이 자동차(제일자동차공사)의 자회사로, 상업용 초소형 차량과 소형 트럭, 승합차를 제조하는 기업이다. 중국 지린성 지린시에 소재하고 있다.
1980년에 설립되었으며, 1987년 제일자동차공사가 지린을 인수했다. 2005년 10월부터 일본의 다이하츠 자동차와 합작 사업을 시작했으나, 2010년 1월에 이 합작 관계는 해소되었다. 지린은 생산되던 차량에 대한 생산권과 생산 설비를 보유하게 되었다.
2019년, 산동바오야신에너지자동차(Shandong Baoya New Energy Automotive Co., Ltd.)가 15억 위안을 투자하여 FAW 지린의 지분 70.5%를 인수했다. 이러한 증자와 지분 확대에 따라 제일자동차그룹이 보유한 FAW 지린의 지분은 100%에서 29.50%로 감소했다.

## 모델
지린은 처음에 1976~1979년형 스즈키 캐리 와이드(7세대)의 라이선스 버전인 지린 JL 110C/E를 생산했다. 수출용 캐리 ST80에 사용된 것과 동일한 797 cc 4기통 F8A 엔진을 탑재했으며, 출력은 35마력(26 kW)이었다. 이후 37마력(27 kW)의 796 cc F8B 엔진도 사용 가능하게 되었다. JL 110E는 하이루프형 승합차였으며, JL 110G는 45마력(33 kW)의 970 cc F10A 4기통 엔진을 탑재한 장축 8인승 버전이었다. 앞좌석 문 뒤쪽으로 30 cm 연장되어 좌석 열을 추가할 수 있었고, 폭도 15 cm 늘어났으며 최고 속도는 시속 100 km에 달했다.

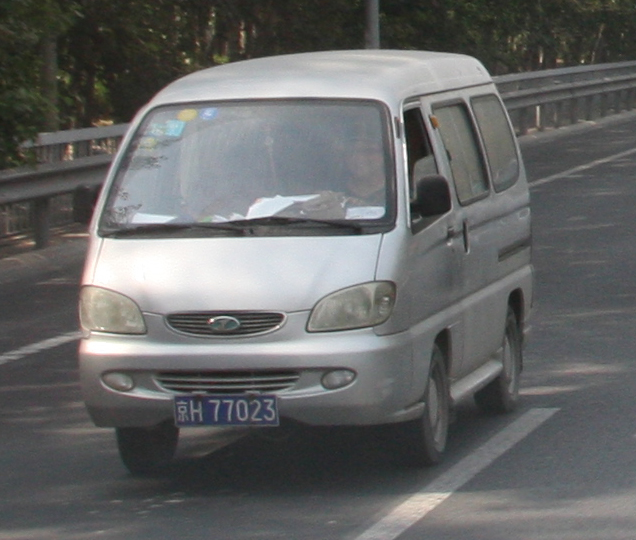
FAW 지린 지아바오 CA6361

지린의 이전 제품 대부분은 9세대 스즈키 캐리(2세대 스즈키 에브리)를 기반으로 한 소형 승합차와 트럭이었다. 2003년 CA6360을 포함한 일련의 외관 변경을 거치면서 슬라이딩 도어를 제외하고는 스즈키의 흔적이 거의 남아있지 않게 되었다. 6인승 CA6350/6361과 4인승 픽업 버전인 CA 1016은 1999년에 처음 등장했다. 사용 가능한 엔진으로는 38마력 또는 44마력(28 또는 32 kW)의 870 cc 4기통 엔진과 52마력(38 kW)의 1,051 cc 엔진이 있었다. 일반 픽업 버전인 CA1010은 2003년에 공개되었다. 보다 현대적인 외관의 6~8인승 CA 6360에는 더 강력한 두 가지 엔진(44 또는 52마력)이 장착되었다.
더 크고 현대적인 AV6 CA6371 미니밴은 2005년 8월 상하이 국제 모터쇼에서 데뷔했다. 유선형의 5인승 미니밴 CA6410은 1990년대 후반부터 출시된 것으로 알려져 있다. 다이하츠 제니아 SUV는 2007년부터 지린-세냐 M80이라는 이름으로 지린에서 생산되었으며, 2010년 5월 베이징 오토쇼에서 새로운 세냐 S80(또는 제니아)이 소개되었다. S80은 더 많은 차체 장식과 장비를 갖추고 있어 다소 높은 가격이 정당화되었다. 엔진은 75 kW(102마력)와 140 N⋅m의 출력을 내는 1.5 리터 4기통으로, 최고 속도는 시속 170 km였다. FAW 제니아 S80은 2010년 12월에 출시되었다.
세냐 M80은 이후 단종되었고, 베스턴 X40와 플랫폼을 공유하는 세냐 R7 소형 크로스오버로 대체되어 2016년 1분기에 중국 자동차 시장에 출시되었다. 2018년부터 세냐 제품군은 세니아로 이름이 변경되었다. 더 큰 세니아 R9 컴팩트 크로스오버가 이후 출시되어 2018년 베이징 오토쇼에서 데뷔했으며 2018년 5월 중국 자동차 시장에 출시되었다.